# جيما فونت
جيما فونت أوليفراس (من مواليد 23 أكتوبر 1999) هي لاعبة كرة قدم إسبانية مُحترفة تلعب كحارسة مرمى لنادي برشلونة للسيدات.

## الحياة الشخصية
جيما فونت هي الأخت الكبرى لميريتكسيل فونت، التي تلعب في حراسة مرمى برشلونة ب.

## مسيرتها الكروية
بدأت فونت مسيرتها الكروية في أكاديمية برشلونة عام 2013. في يونيو 2020، بعد موسم 2019–20 الذي لعبت فيه 14 مباراة مع برشلونة ب في دوري الدرجة الثانية، جدّدت فونت عقدها مع برشلونة حتى عام 2022. أمضت الموسم بالتناوب بين التدريب مع الفريق الأول والمشاركة كحارسة مرمى مع الفريق الثاني. في 20 يناير 2021، ظهرت لأول مرة مع برشلونة في الدوري الإسباني ضد رايو فاليكانو. دخلت كبديلة عن ساندرا بانيوس في الشوط الأول في فوز برشلونة 7–0.
في 6 يونيو 2022، جدّدت عقدها مع برشلونة حتى عام 2024.

## مسيرتها الدولية
استدعيت فونت للعب مع منتخب إسبانيا تحت 23 سنة في عام 2021.

## الإحصائيات

### مع النادي
آخر تحديث المباراة الملعوبة في 11 فبراير 2023.
| النادي    | الموسم  | الدوري                        | الدوري | الدوري  | كأس الملكة | كأس الملكة | دوري الأبطال | دوري الأبطال | آخر    | آخر     | المجموع | المجموع |
| النادي    | الموسم  | الدوري                        | الظهور | الأهداف | الظهور     | الأهداف    | الظهور       | الأهداف      | الظهور | الأهداف | الظهور  | الأهداف |
| --------- | ------- | ----------------------------- | ------ | ------- | ---------- | ---------- | ------------ | ------------ | ------ | ------- | ------- | ------- |
| برشلونة ب | 2019–20 | دوري الدرجة الثانية للمحترفين | 14     | 0       | —          | —          | —            | —            | —      | —       | 14      | 0       |
| برشلونة ب | 2020–21 | دوري الدرجة الثانية للمحترفين | 9      | 0       | —          | —          | —            | —            | —      | —       | 9       | 0       |
| برشلونة ب | المجموع | المجموع                       | 23     | 0       | —          | —          | —            | —            | —      | —       | 23      | 0       |
| برشلونة   | 2020–21 | الدرجة الأولى                 | 4      | 0       | 0          | 0          | 1            | 0            | 0      | 0       | 5       | 0       |
| برشلونة   | 2021–22 | الدرجة الأولى                 | 6      | 0       | 0          | 0          | 0            | 0            | 0      | 0       | 6       | 0       |
| برشلونة   | 2022–23 | الدرجة الأولى                 | 8      | 0       | 1          | 0          | 2            | 0            | 0      | 0       | 11      | 0       |
| برشلونة   | المجموع | المجموع                       | 18     | 0       | 1          | 0          | 3            | 0            | 0      | 0       | 22      | 0       |
| المجموع   | المجموع | المجموع                       | 41     | 0       | 1          | 0          | 3            | 0            | 0      | 0       | 45      | 0       |

## الإنجازات
برشلونة
- دوري أبطال أوروبا للسيدات : 2020–21،[7][8] 2022–23 [9]
- الدوري الإسباني للسيدات : 2019–20،[10] 2020–21 ، [11] 2021–22 ، [12] 2022–23
- كأس الملكة: 2019–20،[13] 2020–21 ، [14] 2021–22 [15]
- كأس السوبر الإسباني للسيدات : 2019–20،[16] 2021–22 ، [17] 2022–23
- كأس كاتالونيا: 2018، 2019